# Uỷ ban hướng về Trung Quốc thuộc Quốc hội và Cơ cấu phụ trách hành chính Hoa Kì
Ủy ban hướng về Trung Quốc thuộc Quốc hội và Cơ cấu phụ trách hành chính của Hoa Kỳ (chữ Anh: Congressional-Executive Commission on China, viết tắt CECC) là uỷ ban độc lập của Quốc hội Hoa Kỳ thành lập vào tháng 10 năm 2000, thông qua dự luật số hiệu H.R.4444 mà kiến lập, chức năng của pháp luật được cấp cho là "giám sát nhân quyền và phát triển pháp trị của Trung Quốc", và mỗi năm đệ trình giao nộp một bản báo cáo hằng năm lên Tổng thống Hoa Kỳ và Quốc hội Hoa Kỳ.

## Chức năng
Chức năng của Ủy ban quy định trong dự luật số hiệu H.R.4444 là:
1. Coi sóc đôn đốc hành vi phù hợp hoặc làm trái nhân quyền ở bên trong nước Cộng hoà Nhân dân Trung Hoa, bao gồm các loại quyền lợi cụ thể nhưng không hạn chế ở "Công ước quốc tế về Quyền lợi công dân và Quyền lợi chính trị" và trong "Tuyên ngôn Nhân quyền Thế giới".
2. Liệt kê ra tất cả danh sách có khả năng bởi vì tìm tòi đòi hỏi nhân quyền lên trên cho nên bị Chính phủ nước Cộng hoà Nhân dân Trung Hoa bắt giam, giam giữ tạm thời, giam lỏng hay là làm cho khốn khổ, giày vò hoặc đưa ra kiện.
3. Trông coi thúc giục tiến triển pháp trị nước Cộng hoà Nhân dân Trung Hoa.
4. Giám sát thúc giục và xúc tiến Chính phủ liên bang Hoa Kỳ và tổ chức tư hữu phát triển hạng mục kế hoạch và hoạt động có ích cho tăng tiến giao lưu nhân viên và tư tưởng hai nước Mĩ - Trung hoặc mở rộng hợp tác về phương diện nhân quyền và pháp trị của hai nước Mĩ - Trung.
5. Liên lạc tổ chức phi chính phủ: bao gồm tổ chức phi chính phủ quy định đặc biệt được tìm kiếm bằng phương thức thích hợp rồi lại kiến lập, giữ gìn liên lạc với nó, tiếp nhận báo cáo với đổi mới và lại tiến hành bình luận phân tích với nó về sau này.
6. Hợp tác với công chức điều phối đặc biệt về sự vụ Tây Tạng của Bộ Ngoại giao Hoa Kỳ.
7. Cứ cách 12 tháng, đệ trình giao nộp một bản báo cáo hằng năm lên Tổng thống Hoa Kỳ và Quốc hội Hoa Kỳ, giới thiệu tiến triển và phát hiện về phương diện công việc của mục thứ nhất đến ba trong một năm trở lên. Báo cáo có thể bao gồm kiến nghị về phương diện lập pháp và hành chính.
8. Trong vòng 30 ngày sau khi đệ trình giao nộp báo cáo thường niên, Ủy ban Quan hệ Quốc tế của Hạ nghị viện Hoa Kỳ cần phải cử hành ngay phiên nghe cung về nội dung và kiến nghị trong báo cáo, để mà đệ trình giao nộp kiến nghị tương quan nối tiếp cái trước lên Hạ nghị viện Hoa Kỳ.
9. Đệ trình giao nộp báo cáo bổ sung của báo cáo hằng năm lên Tổng thống Hoa Kỳ và Quốc hội Hoa Kỳ.

## Ủy viên
|                      | Đảng đa số | Đảng thiểu số |
| -------------------- | --- | --- |
| Thượng nghị viện     | - Marco Rubio, bang Florida, Chủ tịch chung - James Lankford, bang Oklahoma - Tom Cotton, bang Arkansas - Steve Daines, bang Nam Dakota - Todd Young, bang Indiana | - Dianne Feinstein, bang California, Phó chủ tịch - Jeff Merkley, bang Oregon - Gary Peters, bang Michigan - Angus King, bang Maine |
| Hạ nghị viện         | - Jim McGovern, bang Massachusetts, Chủ tịch - Marcy Kaptur, bang Ohio - Tom Suozzi, bang New York - Tom Malinowski, bang New Jersey - Ben McAdams, bang Utah      | - Chris Smith, bang New Jersey, Phó chủ tịch - Brian Mast, bang Florida - Vicky Hartzler, bang Missouri - 1 ghế để trống            |
| Ban ngành hành chính | - 1 ghế để trống, Bộ Thương mại Hoa Kỳ - 1 ghế để trống, Bộ Lao động Hoa Kỳ - 3 ghế để trống, Bộ Quốc vụ Hoa Kỳ                                                    | - 1 ghế để trống, Bộ Thương mại Hoa Kỳ - 1 ghế để trống, Bộ Lao động Hoa Kỳ - 3 ghế để trống, Bộ Quốc vụ Hoa Kỳ                     |

## Thành quả công việc
Từ năm 2002 đến 2012, Ủy ban Trung Quốc thuộc Quốc hội và Cơ cấu phụ trách hành chính Hoa Kỳ tính tổng cộng đã đệ trình giao nộp 11 bản báo cáo hằng năm, bao gồm nhiều kiến nghị ở phương diện ngoại giao với Trung Quốc trước Quốc hội Hoa Kỳ. Kiến nghị được nêu ra trong báo cáo của năm 2002 bao gồm:
1. Tổng thống Hoa Kỳ, quan viên cấp cao của Chính phủ và thành viên Quốc hội Hoa Kỳ đưa ra vấn đề nhân quyền lúc thăm viếng Trung Quốc.
2. Quốc hội và Cơ cấu phụ trách hành chính Hoa Kỳ mở rộng nỗ lực truyền bá tin tức tương quan nhân quyền, quyền lao động và pháp trị hướng vào Trung Quốc thông qua đài phát thanh vô tuyến điện, máy truyền hình và Internet.
3. Quốc hội chi tiền ra đến đại học và trong tổ chức phi chính phủ, dốc sức đào tạo chuyên ngành cho nhân viên của tổ chức tông giáo Hoa Kỳ và cơ cấu khác mà có liên hệ với Trung Quốc, để tiện giúp đỡ lãnh tụ tông giáo mà có quan hệ với nhau duy trì tự do của hoạt động tông giáo của họ.
4. Quốc hội chi tiền ra tổ chức phi chính phủ, để cải thiện tình hình vệ sinh y tế, văn hoá và giáo dục của dân tộc thiểu số ở Tây Tạng.
5. Quốc hội chi tiền ra tổ chức phi chính phủ, để xúc tiến hạng mục bảo tồn và hoàn thiện văn hoá Uighur.
6. Quốc hội và Cơ cấu phụ trách hành chính nêu ra cung cấp sự giúp đỡ lên Sở sự vụ pháp luật mà có quan hệ với nhau, để tiện thu được thêm nhiều tính khả năng của đại lí pháp luật ở trong hồ sơ có quan hệ với quyền lợi lao động.
7. Chính phủ Hoa Kỳ nỗ lực thúc đẩy hội nghị có công ti Hoa Kỳ, công ti Trung Quốc và công ti nước thứ ba tham gia mà có buôn bán, giao dịch hoặc làm ăn chung ở các khu vực và ngành nghề công nghiệp thương nghiệp cụ thể, để cùng nhau tìm kiếm tình hình xâm phạm quyền lợi lao động.
8. Quốc hội chi tiền ra cho cơ cấu phi chính phủ thích hợp, để bồi dưỡng và huấn luyện luật sư biện hộ hình sự ở Trung Quốc, xúc tiến giao lưu luật sư biện hộ Mĩ - Trung.

## Kinh phí
Kinh phí hoạt động của Ủy ban do Quốc hội Hoa Kỳ chi tiền ra, Ủy ban cần phải đưa ra giao nộp báo cáo hướng về Quốc hội theo đúng cái tiêu ra của nó ở trong mỗi một năm thuế vụ.

## Thành viên
Ủy ban do 23 người hợp thành, bao gồm: 9 nghị viên Hạ nghị viện Hoa Kỳ, do Nghị trưởng Hạ nghị viện Hoa Kỳ chọn lựa và quyết định; 9 nghị viên Thượng nghị viện, do Nghị trưởng Thượng nghị viện chọn lựa và quyết định; đại biểu của Bộ Ngoại giao Hoa Kỳ, Bộ Thương mại, Bộ Lao động mỗi cái một người, cùng với hai người đại biểu chính phủ mà tư chất thâm hậu, do Tổng thống Hoa Kỳ chọn lựa và quyết định.